# Theano
Theano — бібліотека та оптимізувальний компілятор Python для маніпулювання математичними виразами та їх обчислення , особливо матричнозначних. Обчислення в Theano виражаються NumPy-ським синтаксисом і компілюються для ефективного виконання на архітектурі або ЦП, або ГП.
Theano є відкритим проєктом, основним розробником якого є Монреальський інститут алгоритмів навчання (МІАН, MILA) в Монреальському університеті.
Назва цього програмного забезпечення посилається на античну філософиню Теано, тривалий час пов'язувану з розробкою доктрини золотої середини.
28 вересня 2018 року Паскаль Ламблін опублікував повідомлення від Йошуа Бенжіо, голови МІАН: після випуску 1.0 серйозну розробку буде припинено через конкурентні пропозиції від сильних промислових гравців. Потім 15 листопада 2017 року було випущено Theano 1.0.0.
17 травня 2018 року Кріс Фоннесбек написав від імені команди розробників PyMC, що розробники PyMC офіційно візьмуть на себе контроль за підтримкою Theano, щойно ті відступлять.

## Приклад коду
Наступний код є оригінальним прикладом Theano. Він означує обчислювальний граф із 2 скалярами a та b типу double та операції між ними (додавання), а потім створює Python-функцію f, яка здійснює фактичне обчислення.
```
import
 
theano

from
 
theano
 
import
 
tensor

# Оголосити два символьні скаляри з рухомою комою

a
 
=
 
tensor
.
dscalar
()

b
 
=
 
tensor
.
dscalar
()

# Створити простий вираз

c
 
=
 
a
 
+
 
b

# Перетворити цей вираз на виклика́ний об'єкт, що бере

# значення (a, b) на вході, та обчислює значення c

f
 
=
 
theano
.
function
([
a
,
 
b
],
 
c
)

# Прив'язати 1.5 до 'a', 2.5 до 'b', та обчислити 'c'

assert
 
4.0
 
==
 
f
(
1.5
,
 
2.5
)

```